# Hunderteins
Die Zahl 101 oder Hunderteins ist die natürliche Zahl zwischen 100 und 102.
Für die Schreibweise und die Aussprache von 101 gibt es mehrere Varianten, z. B. Hunderteins, Einhunderteins, Hundertundeins oder Einhundertundeins.

## Mathematik
- 101 ist ein Primzahlpalindrom – eine Primzahl, die von hinten wie von vorn gelesen die gleiche Zahl ergibt
- 101 ist zusammen mit der 103 ein Primzahlzwilling, da der Abstand zwischen den beiden Primzahlen 2 beträgt
- 101 ist eine zentrierte Zehneckszahl

## Architektur
- 101 oberirdische Stockwerke hat das Taipei Financial Center Taipei 101 – bis 2009 höchstes Hochhaus der Welt

## Film und Literatur
- 101 ist die Anzahl der Hunde (99+2) in 101 Dalmatiner von Disney
- 101 ist die Postleitzahl der Altstadt Reykjavíks und davon abgeleitet der Titel des Romans 101 Reykjavík und der gleichnamigen Verfilmung
- Im Film Matrix wohnt der Protagonist Neo in einem Apartment 101. Trinity („tri“ = 3) kämpft zu Beginn des Films in einem Apartment 303 (= 3 × 101).
- 101 ist die Raumnummer der Angst in George Orwells Roman 1984

## Geographie
- Roi Et ist der Name einer Provinz in Thailand und bedeutet 101

## Militär
- Der Befehl 101 war der Schießbefehl in der damaligen DDR
- 101 Salutschüsse werden abgegeben bei der Geburt eines königlichen Thronfolgers und waren für den Besuch der Queen in Britisch-Indien vorgesehen

## Musik
- 1100101 – Hitsingle der Dance-Band Das Modul; 1100101 ist die Darstellung von 101 im Binärsystem
- 101 ist der Titel eines Konzertfilms und Live-Albums von D. A. Pennebaker über und mit Depeche Mode

## Politik
- Das Gesetz 101 legt für die kanadische Provinz Québec Französisch als alleinige Amtssprache fest

## Sport
- In der 101. Minute wurde das Wembley-Tor geschossen
- 101 Tore hat der FC Bayern München in der Fußballsaison 1971/72 geschossen und hält den Rekord bis heute

## Sonstiges
- 101 Kalifen herrschten in der islamischen Welt, bevor Atatürk 1924 den letzten stürzte und des Landes verwies
- 101 durchweg männliche Mitglieder hat eine der ältesten Bürgergesellschaften Deutschlands, die Gesellschaft der Einhundertein Bürger von Meersburg
- Im angelsächsischen Raum ist 101 (gesprochen „one oh one“) der erste College- oder Universitätskurs in einem Fach. Im erweiterten Sinne werden mit 101 daher auch die Grundlagen eines bestimmten Themengebietes bezeichnet
- CI ist die römische Zahldarstellung